# 雲斑尖嘴麗魚
雲斑尖嘴麗魚，為輻鰭魚綱鱸形目隆頭魚亞目慈鯛科的其中一種，分布於非洲坦干伊喀湖西北部流域，體長可達7公分，棲息在岩石底質的水域，通常單獨活動，具領域性，以浮游生物為食，可作為觀賞魚。

## 擴展閱讀
維基物種上的相關：雲斑英麗魚